# Marie Juchacz
Marie Juchacz z domu Gohlke (ur. 15 marca 1879 w Gorzowie Wielkopolskim, zm. 28 stycznia 1956 w Düsseldorfie) – niemiecka socjalistka, polityk Socjaldemokratycznej Partii Niemiec (SPD), członkini zarządu tejże partii od 1917 r., działaczka społeczna. Pierwsza posłanka, która wygłosiła mowę w Reichstagu.

## Życiorys

### Młodość
Juchacz pochodziła z biednej rodziny robotniczej (jej ojciec był cieślą). Po ukończeniu 14. roku życia zmuszona była przerwać edukację i podjąć pracę jako pokojówka, potem pracowała jako robotnica w tkalni i dozorczyni. Po ukończeniu kursu krawieckiego zaczęła pracę w warsztacie krawieckim Bernharda Juchacza, za którego w 1903 r. wyszła za mąż. Małżeństwo zakończyło się rozwodem w 1906 r. i wyjazdem Marie Juchacz z córką Lotte i jednorocznym synem Paulem do Berlina, gdzie zamieszkała wraz ze swoją siostrą, Elisabeth Röhl (1888-1930).

### Początki politycznej kariery
Młoda Juchacz podjęła polityczną działalność inspirowana rozmowami o polityce ze swoim bratem Ottonem Gelhke i pracami modnych wówczas socjalistów i socjalistek niemieckich (m.in. „Kobieta i socjalizm” Augusta Bebla). W 1907 r. wstąpiła do berlińskiego związku na rzecz edukacji młodych kobiet. Od tego momentu kariera Juchacz zaczęła się szybko rozwijać, pomimo obowiązującego do 1908 r. ustawowego zakazu działalności kobiet w organizacjach o charakterze politycznym. Po wygaśnięciu ustaw antysocjalistycznych została formalnie członkinią SPD. W 1913 r. objęła stanowisko sekretarza ds. kobiet w Kolonii.

### I wojna światowa
W trakcie trwania Wielkiej Wojny Juchacz organizowała zaopatrzenie w żywność dla wdów i sierot. Rozłam w SPD i powstanie USPD (niezależnych socjaldemokratów) w 1917 r. było kolejnym momentem zwrotnym w jej karierze politycznej. Juchacz, podobnie jak większość członków socjaldemokracji, nie przeszła do USPD. Friedrich Ebert, wówczas lider większościowej socjaldemokracji (MSPD), zaproponował jej w 1917 r. stanowisko referentki ds. kobiet w ramach ogólnoniemieckiego przywództwa SPD. W tym samym roku została ona wybrana do egzekutywy socjaldemokratów i została redaktorką naczelną czasopisma „Die Gleichheit”, skierowanego do robotnic.

### Republika Weimarska
Już w pierwszych wyborach Juchacz odniosła wielki sukces, dostając się do Zgromadzenia Narodowego w wyborach ze stycznia 1919 r. Była ona także członkinią komisji opracowującej nową konstytucję. Z jej inicjatywy dodano passus o równouprawnieniu kobiet i mężczyzn. Niecały miesiąc od wyborów Juchacz wygłosiła jako pierwsza kobieta (posłanka) mowę w Reichstagu. Była odpowiedzialna za powołanie głównej komisji ds. robotniczej polityki społecznej (Hauptausschuss für Arbeiterwohlfahrt), mającej walczyć z biedą w środowiskach robotniczych. Jej aktywność poselska (była posłanką od 1920 do 1933 r.) koncentrowała się na kwestiach związanych z polityką społeczną.

### Emigracja po 1933 i II wojna światowa
Komisja ds. dobrobytu robotników, tak jak inne organizacje afiliowane przy SPD, została rozwiązana niedługo po ustanowieniu narodowosocjalistycznej dyktatury w 1933 r. Juchacz uciekła najpierw do Zagłębia Saary, będącego wówczas terenem pod kontrolą Francji (na mocy Traktatu wersalskiego) i zaangażowała się w agitację antynazistowską. Po referendum z 1935 r., w wyniku którego Zagłębie Saary zostało przekazane Niemcom, musiała uciekać do Alzacji, a po 1940 r. przez Marsylię do Stanów Zjednoczonych.

### Ostatnie lata życia
W 1949 r. Juchacz wróciła do Niemiec i podjęła pracę jako doradczyni stowarzyszenia opieki społecznej nad robotnikami (Arbeiterwohlfahrt). W uznaniu zasług mianowano ją honorową przewodniczącą tej organizacji, której patronowała aż do śmierci w 1956 r.